# Tokyo Magnitude 8.0
Tokyo Magnitude 8.0 (東京マグニチュード８.０?, Tōkyō Magunichūdo 8.0) è una serie televisiva anime trasmessa su Fuji TV dal 9 luglio al 17 settembre 2009 nel contenitore noitaminA. Nel 2009 ha vinto l'Excellence Prize nella categoria Animation al Japan Media Arts Festival.

## Trama
A Tokyo Mirai e Yūki, all'inizio delle vacanze estive, si recano ad una mostra di robot ad Odaiba, un'isola artificiale nella Baia di Tokyo. I due andranno da soli, con grande disappunto di Mirai, perché i genitori sono impegnati a causa dei rispettivi lavori. Proprio alla fine della visita, mentre Yūki va alla toilette e Mirai lo sta aspettando fuori dall'edificio, si verifica un devastante terremoto di magnitudo 8.0 sulla scala Richter che causa la distruzione di centinaia di edifici simbolo della città di Tokyo e ponti, compreso il Rainbow Bridge. Mirai, scioccata da quanto appena successo, entra comunque nell'edificio pericolante per cercare il fratellino e, grazie all'aiuto di Mari, una fattorina motociclista, i due si ricongiungeranno. A questo punto inizierà il viaggio dei tre: Mirai e Yūki devono tornare a casa dai genitori a Setagaya e Mari deve raggiungere la madre e la figlia di quattro anni a Sangenjaya.
Durante il viaggio, a causa di una forte scossa di assestamento la Tokyo Tower, già gravemente danneggiata, crolla; alcune macerie colpiscono Yūki alla testa che però si rialza e assicura di essere in grado di continuare. Dopo un giorno però, Yūki perde i sensi e viene portato all'ospedale. In un incubo, Mirai lo vede su una barella con un lenzuolo bianco sul viso, ma si sveglia più tardi e lo trova nuovamente in piedi mentre gioca con altri bambini fuori dall'ospedale.
Lasciato l'ospedale, i tre si dirigono verso l'abitazione di Mari, che però è stata distrutta dagli incendi causati dal terremoto. Dopo una ricerca frenetica incoraggiata da Yūki, finalmente Mari troverà la figlia Hina rimasta illesa e la madre Reiko con ferite lievi.
Mentre Mari aiuta le infermiere ad accudire la madre, Mirai decide di proseguire da sola col fratello e, grazie ad un militare che le offre un passaggio su un camion adibito al trasporto di feriti, riesce a raggiungere il suo quartiere. Qui incontra un'amica che la mette al corrente del luogo in cui si trovano i genitori. La prospettiva di rivedere finalmente i genitori non mitiga la strana tristezza che colpisce Mirai, soprattutto quando entra con Yūki nella scuola del fratello e vede i suoi disegni e ritrova il suo quaderno dei compiti per le vacanze. Lentamente nella sua mente si fa strada un'idea terribile, che viene successivamente confermata dal fratello stesso: Quello che aveva fatto, quando Yūki era stato ricoverato, non era un incubo, quel giorno il suo fratellino è morto davvero e quello che Mirai continuava a vedere era solo il suo fantasma, invisibile a tutti gli altri, che era rimasto con lei per accompagnarla nell'ultimo viaggio verso casa. Straziata, la bambina ritrova finalmente i suoi genitori, però si dovrà portare per sempre nel suo cuore le reali conseguenze che il terremoto ha avuto nella sua vita e che fino ad allora si era rifiutata di accettare. Dopo il terremoto la vita di Mirai riprende come prima, seppur con l'immenso vuoto lasciato da Yūki, colmato in parte dai genitori e delle visite di Mari, la ragazza continuerà a vivere perché sa che lassù suo fratello minore veglierà sempre su di lei.

## Personaggi
Mirai Onosawa (小野沢 未来?, Onosawa Mirai)
Doppiata da: Satomi Hanamura (ed. giapponese), Gea Riva (ed. italiana)
È la protagonista della storia. È una ragazza di prima media di 13 anni, stufa della sua vita monotona e dei suoi genitori che litigano in continuazione. È una fanatica del cellulare, il suo animale preferito è la rana ed ha un fratello minore. Prima del terremoto viveva una vita svogliata, uniforme, e frequentava la prestigiosa scuola femminile Rikka.
Yūki Onosawa (小野沢 悠貴?, Onosawa Yūki)
Doppiato da: Yumiko Kobayashi (ed. giapponese), Loretta Di Pisa (ed. italiana)
È il fratello minore di Mirai, frequenta la terza elementare e ha 10 anni. Il suo unico desiderio è quello di divertirsi insieme alla famiglia come facevano un tempo. Da questo suo desiderio chiede ai genitori di partire a Odaiba ma a causa del loro lavoro non riescono mai ad accontentarlo.
Mari Kusanabe (日下部 真理?, Kusanabe Mari)
Doppiata da: Yūko Kaida (ed. giapponese), Debora Magnaghi (ed. italiana)
È una donna trentaduenne che lavora con la sua moto come fattorina. Vive insieme con la madre e la figlia e cerca di guadagnare soldi per trasferirsi in una casa dove ci sia un'altalena, desiderio della figlia. Suo marito era morto in un incidente stradale alcuni anni prima infatti per far crescere la figlia chiese l'aiuto della madre. Dopo il terremoto, aiuta Mirai e Yūki a ritornare dai genitori.
Seiji Onosawa (小野沢 誠司?, Onosawa Seiji)
Doppiato da: Hiroshi Naka (ed. giapponese), Luca Ghignone (ed. italiana)
È il padre dei due protagonisti ed è abbastanza impegnato a causa del lavoro come la madre. Durante il terremoto viene ferito e trasportato in ospedale ma senza gravi conseguenze.
Masami Onosawa (小野沢 雅美?, Onosawa Masami)
Doppiata da: Kikuko Inoue (ed. giapponese), Alessandra Karpoff (ed. italiana)
È la madre di Mirai e Yūki, troppo occupata dal lavoro per poter badare come vorrebbe ai figli.
Christel Takigawa (滝川 クリステル?, Takigawa Kurisuteru)
Doppiata da: se stessa (ed. giapponese), Renata Bertolas (ed. italiana)
È un'annunciatrice realmente esistente della Fuji TV che compare al telegiornale per dare notizie sul terremoto. Appare alcune volte quando Mari guarda il telegiornale sul cellulare a causa dell'assenza della televisione, durante il percorso. Appare inoltre dopo la sigla finale di ogni episodio per un breve annuncio su un evento che accadrà nell'episodio successivo (ad esempio il crollo della Torre di Tokyo), ma non esistono vere e proprie anticipazioni e non viene detto il titolo dell'episodio successivo.

## Anime

### Sviluppo
La serie è stata annunciata per la prima volta al Tokyo Anime Fair del 2009, dove è stato spiegato che avrebbe sostituito Higashi no Eden nel contenitore noitaminA, in onda in tarda notte su Fuji TV; essa è basata sul fatto che, secondo molte statistiche, ci sono almeno il 70% di possibilità che nei prossimi trent'anni il Giappone venga colpito da un terremoto di almeno 7.0 sulla scala Richter.  Diretta da Masaki Tachibana e scritta da Natsuko Takahashi, la serie è prodotta dagli studi Bones e Kinema Citrus. I Bones hanno affermato che hanno cercato di mostrare gli effetti del terremoto il più realisticamente possibile, facendo ricerche su precedenti terremoti e ponendo domande a chi ha assistito ad uno di essi. 
L'edizione italiana è a cura della Yamato Video ed è stata trasmessa dal 22 agosto al 5 settembre 2011 su Rai 4. 

### Episodi
| Nº | Titolo italiano Giapponese 「Kanji」 - Rōmaji - Traduzione letterale | In onda           | In onda           |
| Nº | Titolo italiano Giapponese 「Kanji」 - Rōmaji - Traduzione letterale | Giapponese        | Italiano          |
| 1  | Terremoto 「お台場、沈む」 - Odaiba, shizumu – "Odaiba, affonda" | 9 luglio 2009     | 22 agosto 2011    |
| 1  | Mirai Onosawa, una ragazza di prima media stufa della sua vita monotona e dei suoi genitori che non vanno d'accordo, ha appena iniziato le vacanze estive. Su richiesta dei suoi genitori, porta il fratellino Yūki ad una mostra di robot ad Odaiba e, proprio mentre sta desiderando che una catastrofe sconvolga la sua vita, un disastroso terremoto di grado 8.0 sulla scala Richter colpisce Tokyo. |                   |                   |
| 2  | Il mondo va in pezzi 「壊れた、世界」 - Kowareta, sekai – "In frantumi, il mondo" | 16 luglio 2009    | 23 agosto 2011    |
| 2  | Aiutata da una donna di nome Mari, Mirai riesce a ritrovare il fratello all'interno dell'edificio, che sta bruciando, e, successivamente, i tre si riparano come riescono durante la notte. |                   |                   |
| 3  | Situazione critica 「燃える、橋」 - Moeru, hashi – "Brucia, il ponte" | 23 luglio 2009    | 24 agosto 2011    |
| 3  | Mari procura alcune provviste e, tornata dai bambini, promette assieme a loro di non separarsi più. I tre si incamminano per imbarcarsi su un traghetto per raggiungere la terraferma, ma nella lunga fila di persone si perdono spesso. Mentre si trovano sul traghetto, alcune scosse di assestamento unite ad un incendio distruggono il Rainbow Bridge, causando violente onde e facendo morire i passeggeri di un'altra barca. |                   |                   |
| 4  | La promessa 「三人の、約束」 - Sannin no, yakusoku – "Dei tre, la promessa" | 30 luglio 2009    | 25 agosto 2011    |
| 4  | Mari, Mirai e Yūki arrivano sulla terraferma e qui si recano nel parco Shiba, dove vengono distribuiti generi di prima necessità. Mirai e Yūki hanno un litigio a causa delle continue domande di lui sui loro genitori e il piccolo fugge via. Mirai lo ritrova nelle vicinanze della Torre di Tokyo, su cui Yūki voleva salire per vedere dall'alto se la loro casa era ancora in piedi. Lì i due si riconciliano. Tuttavia, a causa delle precedenti scosse di assestamento, la Torre di Tokyo crolla e Mirai e Yūki si salvano appena in tempo. I due fratelli di ricongiungono con Mari e i tre si promettono di tornare a casa sani e salvi. |                   |                   |
| 5  | La scuola del pianto 「慟哭の、学び舎」 - Dōkoku no, manabiya – "Del lamento, la scuola" | 6 agosto 2009     | 26 agosto 2011    |
| 5  | Il gruppo si ripara durante la notte presso i locali della scuola femminile Rikka, che è la scuola di Mirai, adibita a rifugio. Il loro soggiorno diventa tutt'altro che pacifico in quanto sono costantemente tormentati da scosse di assestamento e depressi dalla vista di coloro che hanno perso i loro parenti per il terremoto, compresa una compagna di scuola di Mirai, trovata a piangere sul corpo della madre in un locale della scuola adibito a camera ardente per i morti. I tre protagonisti vengono aiutati da un anziano che fa da volontario, e la moglie di quest'ultimo scambia Mirai e Yūki per i suoi nipotini, non avendo la mente lucida perché sono appena morti. |                   |                   |
| 6  | La decisione di Mari 「見捨てる、選択」 - Misuteru, sentaku – "Abbandono, scelta" | 13 agosto 2009    | 29 agosto 2011    |
| 6  | Mari viene a sapere che nel suo quartiere d'origine sta avvenendo un incendio a causa del terremoto. Il gruppo arriva sul posto di lavoro di Mari, la quale perde conoscenza a causa dell'anemia. Qui i ragazzi vengono improvvisamente spaventati da Aya, un collega di Mari, che entra rumorosamente nell'edificio portando una mazza da baseball. Successivamente Mari si riprende e ritrova Aya, che si propone di portare a casa Mirai e Yūki. Tuttavia Mari decide comunque di accompagnarli a casa e di non tornare subito nel suo quartiere. |                   |                   |
| 7  | Crepuscolo estivo 「夏の夕暮れ」 - Natsu no yūgure – "Crepuscolo estivo" | 20 agosto 2009    | 30 agosto 2011    |
| 7  | Yūki vede in azione dei robot di soccorso e ne rimane affascinato. Così incontra un nuovo amico che ha la stessa età di Mirai e la sua stessa passione per i robot. In seguito Yūki si sente più debole e il gruppo si rifugia in una casa per farlo riposare. Yūki si riprende e, assieme a Mirai, vede il suo nuovo amico seguire un robot, ma finisce nei guai. Grazie a Mirai, il ragazzo si salva e questi regala a Yūki parte dei suoi appunti, promettendogli che si sarebbero rincontrati. Il gruppo riprende il viaggio, ma Yūki sviene all'improvviso. |                   |                   |
| 8  | Un bianco mattino 「まっしろな朝」 - Masshiro na asa – "Candido mattino" | 27 agosto 2009    | 31 agosto 2011    |
| 8  | Yūki viene portato all'ospedale più vicino, dove Mirai si tormenta per il destino di suo fratello e lo immagina ormai deceduto. Yūki si riprende e assieme agli altri riparte nel viaggio verso casa. |                   |                   |
| 9  | Separazione 「今日、さよなら」 - Kyō, sayonara – "Per oggi, addio" | 3 settembre 2009  | 1º settembre 2011 |
| 9  | Mari raggiunge finalmente casa sua, ma la trova distrutta. Il gruppo viene a sapere che i residenti sono in cura presso una vicina scuola elementare. Lì trovano due corpi sconosciuti che Mari ritiene siano la madre e la figlia e piange la loro morte. Tuttavia, Yūki crede che siano ancora vivi e, con sua sorella, aiuta Mari a trovare la figlia in un'altra scuola. Dopo il ricongiungimento con la figlia, Mari trova la madre in un ospedale locale. Mirai e Yūki la lasciano per continuare la ricerca dei loro genitori. Mirai lascia a Mari una lettera per ringraziarla di tutto quello che ha fatto per lei e Yūki, affermando che spera di rincontrarla nuovamente. Confusa e sorpresa, Mari legge nella lettera "Yūki e io?". Mirai e Yūki salgono a bordo di un camion di soccorso diretto verso il loro quartiere. |                   |                   |
| 10 | Sorellina, senti… 「おねえちゃん、あのね」 - Onee-chan, ano ne – "Sorellona, senti…" | 10 settembre 2009 | 2 settembre 2011  |
| 10 | Mentre viaggiano sul camion verso casa loro, Yūki cerca di parlare con Mirai sulla sua morte, ma lei gli dice di smettere di dire sciocchezze, in quanto la renderebbe furiosa, molto preoccupata e molto turbata nella vergogna di piangere se fosse morto. Nel loro quartiere natale, Mirai si imbatte in una amica che frequenta la sua stessa classe alla sua scuola che le dice che i suoi genitori sono alloggiati in uno dei rifugi della scuola e che suo padre è stato ricoverato in ospedale a causa di un infortunio. Yūki scappa quando Mirai incontra il suo migliore amico Itsuki. Itsuki la porta dai suoi genitori, ma scopre che la madre è tornata a casa per prendere dei vestiti di ricambio per suo padre. Fuori, nel cortile dell'istituto, Mirai e Itsuki vedono l'ippocastano di Yūki che lui e Itsuki avevano piantato prima del terremoto e assieme cercano Yūki nella loro classe, ma non lo trovano. Itsuki e Mirai ritorno a casa sua per prendere un diario dove lui e Yūki appuntavano gli eventi della crescita dell'Ippocastano, che voleva dare a Yūki, mentre questi continua ad evitare di essere visto da Itsuki. A causa dell'ennesima scossa di assestamento metà della casa crolla mentre sono lì. Mirai vede Yūki e si rende conto che è solo il suo spirito, che gli dice che lui è morto in ospedale in precedenza. |                   |                   |
| 11 | Per Yuki 「悠貴へ⋯」 - Yūki e… – "A Yūki…" | 17 settembre 2009 | 5 settembre 2011  |
| 11 | Mirai e lo spirito di Yūki tornano a casa, dove si riuniscono con i suoi genitori. Lo spirito di Yūki lascia il mondo terreno. Un mese dopo Tokyo continua a riprendersi dal terremoto. Mari visita Mirai e le riporta il suo cellulare e lo zaino di Yūki. Mirai scopre una mail di Yūki che ha mandato prima della sua morte dal telefono Mari dicendo che sperava di poter avere anche lui un telefono in modo che potessero parlare anche quando erano lontani. Mirai dà alla madre il regalo che Yūki aveva comprato per lei per il compleanno. Mentre bagna l'ippocastano che Yūki aveva piantato, Mirai decide di andare avanti con la sua vita, sapendo che Yūki sarà sempre nel suo cuore. |                   |                   |

### Sigle
Sigla di apertura
- Kimi no uta (キミノウタ? lett. "La tua canzone"), degli abingdon boys school

Sigla di chiusura
- M/elody, di Shion Tsuji

## Accoglienza
Il primo episodio della serie, con uno share del 5,8%, è risultato il nono anime più visto della settimana. È l'episodio pilota di una serie di noitaminA che ha avuto più ascolti ed il secondo episodio della rubrica ad aver avuto più ascolti, dopo il nono episodio di Nodame Cantabile: Paris hen e a pari merito con l'undicesimo episodio di Hakaba Kitarō. A seguito del terremoto che ha colpito il Giappone l'11 marzo 2011, le repliche dell'anime su Animax sono state interrotte.